# Günther Wollscheid
Günther Wollscheid (* 17. Oktober 1926 in Trier; † 9. Februar 2006 in Gillenfeld) war ein deutscher Lehrer und Politiker (CDU).

## Leben
Wollscheid besuchte die Volksschule, Lehrerbildungsanstalt und Pädagogische Akademie. 1941 war er Schüler der Lehrerbildungsanstalt Trier, 1942 Schüler der Lehrerbildungsanstalt Ettelbrück und Führer der Gefolgschaft 4/767 Ettelbrück (1943 Oberkameradschaftsführer). 1949 legte er sein Erstes und 1953 sein Zweites Examen ab. 1947 wurde er Lehrer an der Volksschule Winkel (Kreis Daun), 1963 Schulleiter der Hauptschule Gillenfeld. 1969 bis 1975 war er Schulrat in Bitburg-Prüm und Daun mit dem Titel Oberregierungsschulrat.

## Politik
Wollscheid war in der Zeit des Nationalsozialismus ab 1935 Mitglied des Deutschen Jungvolks und 1940 bis 1941 Führer eines Jungzugs im Bann Trier. Er beantragte am 12. Dezember 1943 die Aufnahme in die NSDAP und wurde zum 20. April 1944 aufgenommen (Mitgliedsnummer 9.755.149).
1964 bis 1971 war er Vorsitzender des CDU-Gemeindeverbands Gillenfeld. 1970 wurde er Mitglied des Landesparteiausschusses der CDU Rheinland-Pfalz, 1971 Mitglied des CDU-Bezirksvorstands Trier und Vorsitzender des CDU-Kreisverbands Daun. Ab 1982 war er Beisitzer des CDU-Bezirksverbands Trier.
1966 bis 1985 war er Mitglied und 1970 bis 1985 CDU-Fraktionsvorsitzender im Kreistag
Daun. 1974 wurde er Mitglied des Kreisausschusses Daun. Bis 1970 war er Mitglied der Amtsvertretung Gillenfeld und dann 1970 bis 1979 Mitglied des Verbandsgemeinderats Daun.
Vom 20. Mai 1975 bis zum 20. Mai 1991 gehörte er dem Landtag Rheinland-Pfalz an. Im Landtag war er in der 10. und 11. Wahlperiode Vorsitzender des Medienpolitischen Ausschusses. 1989 war er Mitglied der 9. Bundesversammlung.

## Ehrungen
- Bundesverdienstkreuz am Bande (1984)
- Bundesverdienstkreuz 1. Klasse (1987)
- Freiherr-vom-Stein-Plakette